# Jacques Amyot

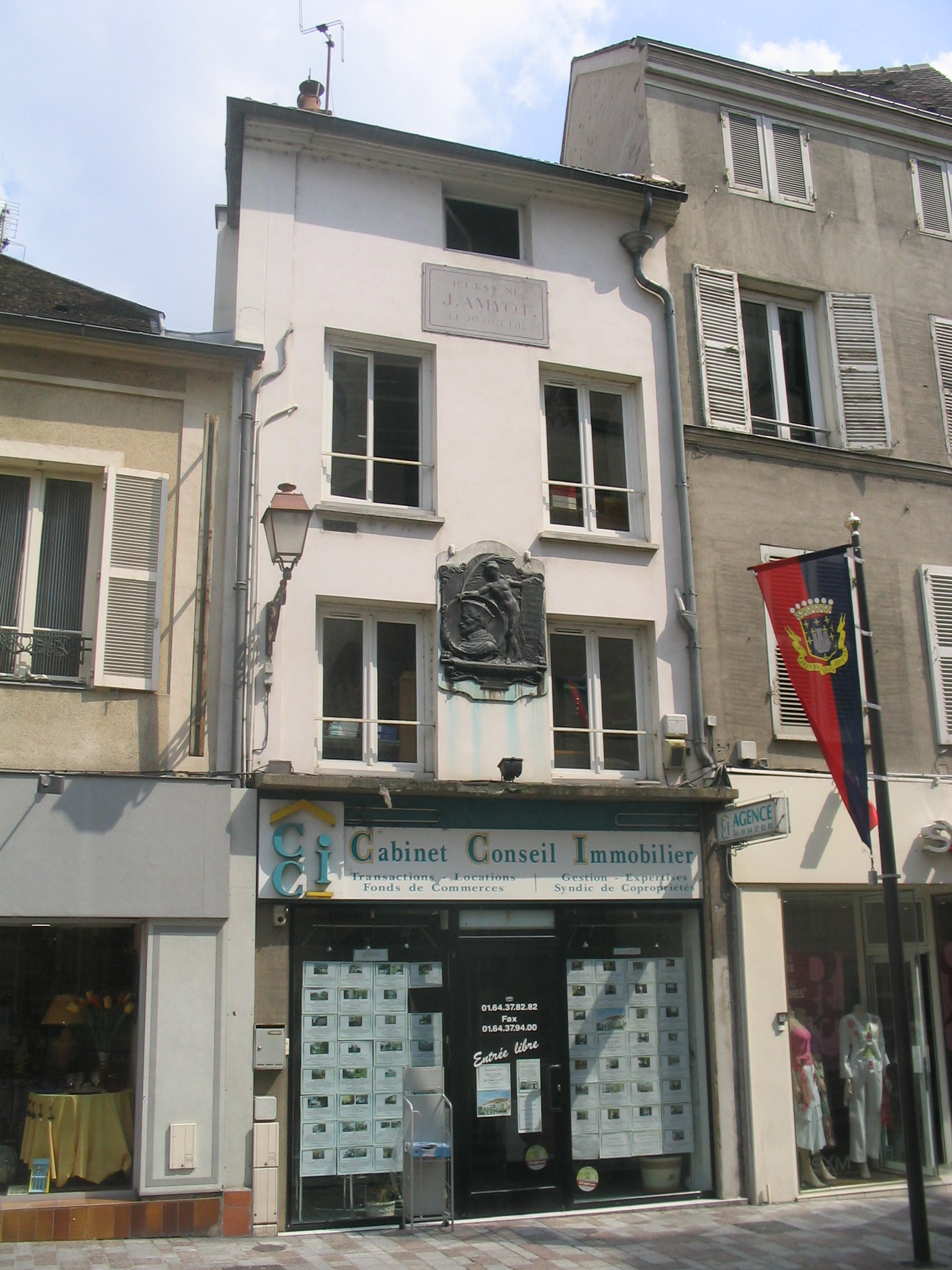
Casa natal de Jacques Amyot, calle de Saint Aspais, Melun.

Jacques Amyot (Melun, 30 de octubre, de 1513-Auxerre, 6 de febrero, de 1593) fue un escritor y traductor renacentista francés.

## Biografía
Nació, hijo de padres pobres, en Melun. Hizo sus estudios en París, sin más socorros que un pan que su madre le enviaba cada semana desde el pueblo. Sin luz para alumbrarse, Amyot estudiaba muchas veces a la luz de la luna o cerca de alguna lamparilla que pendía en los atrios de las iglesias. Su constancia y su talento, sin embargo, vencieron todas las dificultades. Amyot, al acabar sus estudios, fue nombrado catedrático; después fue preceptor de los hijos de Enrique II de Francia y obispo de Auxerre.
Su traducción al francés de las Vidas de los nobles griegos y romanos, de Plutarco sirvió de base para la traducción al inglés realizada por Thomas North.